# West Covina, California
West Covina este un oraș din California, SUA. Se află la o altitudine de 117 m deasupra nivelului mării. Are o suprafață de 41,671149 km². Populația este de 109.501 locuitori, determinată în 1 aprilie 2020, prin recensământ.